# Hajji Gharib
 (juin 2018).
Hajji Gharib (en persan : حاجي غريب romanisé en Ḩājjī Gharīb et également connu sous le nom de Hājgharīb) est un village de la province du Khouzistan en Iran. Lors du recensement de 2006, son existence a été indiqué, mais sa population n'a pas été signalé.